# اسکات کارسن
اسکات کارسن (به انگلیسی: Scott Carson) بازیکن فوتبال اهل انگلستان است که در پست دروازه‌بان بازی می کند.
او با تیم‌های فوتبال لیورپول و منچستر سیتی به‌ترتیب در سال‌های ۲۰۰۵ و ۲۰۲۳ قهرمان لیگ قهرمانان اروپا و سوپرجام اروپا  شده‌است. 

## سابقه ملی
وی در تاریخ ۱۶ نوامبر ۲۰۰۷ نخستین بازی ملی خود را در مقابل تیم ملی فوتبال اتریش انجام داد و با حضور در ۴ بازی ملی، در تاریخ ۱۵ نوامبر ۲۰۱۱ واپسین بازی ملی‌اش را در برابر تیم ملی فوتبال سوئد برگزار کرد.

## افتخارات
باشگاه فوتبال لیورپول
داخلی
قهرمان جام حذفی فوتبال انگلستان ۶ ۰ – ۲۰۰۵
قهرمان جام خیریه انگلستان  ۲۰۰۶
اروپا
قهرمان لیگ قهرمانان اروپا ۰۵–۲۰۰۴
قهرمان سوپر جام اروپا ۲۰۰۵

باشگاه فوتبال منچستر سیتی
داخلی
قهرمان  لیگ برتر (۴) : ٢١–٢٠٢٠ ،  ۲۲–۲۰۲۱ ، ۲۳–۲۰۲۲ ،  ۲۴–۲۰۲۳
قهرمان  جام حذفی فوتبال انگلستان ۲۳ –۲۰۲۲
قهرمان  جام اتحادیه :  ۲۰ – ۲۰۱۹ ،  ۲۱ –۲۰۲۰
اروپا
قهرمان لیگ قهرمانان اروپا ۲۳–۲۰۲۲
نایب قهرمان لیگ قهرمانان اروپا ۲۱–۲۰۲۰
قهرمان سوپرجام اروپا ۲۰۲۳
باشگاههای جهان
قهرمان جام باشگاه‌های جهان ۲۰۲۳